# Narycia basiferana
Narycia basiferana är en fjärilsart som beskrevs av Walker 1863. Narycia basiferana ingår i släktet Narycia och familjen säckspinnare. Inga underarter finns listade i Catalogue of Life.